# Criminal (sèrie de televisió de Netflix)
Criminal és una sèrie de televisió antològica, llançada simultàniament al setembre 2019 en la plataforma Netflix. La sèrie consta de 4 parts, una de cada país (Regne Unit, Espanya, França i Alemanya) i cada part aquesta composta de 3 episodis. La durada de cada capítol és de 45 minuts aproximadament. La sèrie va ser manejada pels showrunners George Kay i Jim Field Smith, i produïda per Idiotlamp Productions. Malgrat ser producció britànica, cada part va ser dirigida i escrita per directors i guionistes del propi país, i gravada en el seu idioma natiu.

## Sinopsi
La premissa de la sèrie gira entorn de les entrevistes i interrogatoris als quals són sotmesos diferents acusats. Cada capítol tracta sobre un cas diferent i els diferents investigadors de cada país hauran de resoldre'l durant aquestes sessions.

## Rodatge
La ubicació de la sèrie es basa únicament en dues sales contigües d'interrogatoris, no hi ha exteriors. La localització del rodatge, de tota la sèrie, es va dur a terme en el complex Ciudad de la Tele, ubicat a la ciutat de Madrid.

## Repartiment
Regne Unit
- Nicholas Pinnock – Paul Ottager
- Katherine Kelly – Natalie Hobbs
- Lee Ingleby – Tony Myerscough
- Mark Stanley – Hugo Duffy
- Rochenda Sandall – Vanessa Warren
- Shubham Saraf – Kyle Petit

Espanya
- José Ángel Egido - Joaquin Manero Alted
- Emma Suárez - María de los Ángeles Toranzo Puig
- Jorge Bosch - Carlos Cerdeño Varona
- María Morales - Luisa
- Álvaro Cervantes - Rai Messeguer Ortiz
- Daniel Chamorro - Jorge

França
- Margot Bancilhon - Audrey Larsen
- Stéphane Jobert - Gérard Sarkassian
- Laurent Lucas - Olivier Hagen
- Mhamed Arezki - Omar Matif
- Anne Azoulay - Laetitia Serra

Alemanya
- Eva Meckbach - Nadine Keller
- Sylvester Groth - Karl Schultz
- Florence Kasumba - Antje Borchert
- Christian Kuchenbuch - Martin Ludwig
- Jonathan Berlin - Stefan Proska

## Episodis

### Regne Unit
| N. (sèrie) | Títol    | Direcció        | Guió       | Data d'emissió         | Actor           |
| ---------- | -------- | --------------- | ---------- | ---------------------- | --------------- |
| 1          | «Edgar»  | Jim Field Smith | George Kay | 20 de setembre de 2019 | David Tennant   |
| 2          | «Stacey» | Jim Field Smith | George Kay | 20 de setembre de 2019 | Hayley Atwell   |
| 3          | «Jay»    | Jim Field Smith | George Kay | 20 de setembre de 2019 | Youssef Kerkour |

### Espanya
| N. (serie) | Títol     | Direcció        | Guió                 | Data d'emissió         | Actor            |
| ---------- | --------- | --------------- | -------------------- | ---------------------- | ---------------- |
| 1          | «Isabel»  | Mariano Barroso | Alejandro Hernández  | 20 de setembre de 2019 | Carmen Machi     |
| 2          | «Carmen»  | Mariano Barroso | Manuel Martín Cuenca | 20 de setembre de 2019 | Inma Cuesta      |
| 3          | «Carmelo» | Mariano Barroso | Alejandro Hernández  | 20 de setembre de 2019 | Eduard Fernández |

### França
| N. (serie) | Títol      | Direcció         | Guió                                             | Data d'emissió         | Actor          |
| ---------- | ---------- | ---------------- | ------------------------------------------------ | ---------------------- | -------------- |
| 1          | «Émilie»   | Frédéric Mermoud | Frédéric Mermoud & Mathieu Missoffe & George Kay | 20 de setembre de 2019 | Sara Giraudeau |
| 2          | «Caroline» | Frédéric Mermoud | Antonin Martin-Hilbert                           | 20 de setembre de 2019 | Nathalie Baye  |
| 3          | «Jérôme»   | Frédéric Mermoud | Mathieu Missoffe                                 | 20 de setembre de 2019 | Jérémie Renier |

### Alemanya
| N. (serie) | Títol     | Direcció            | Guió                         | Data d'emissió         | Actor       |
| ---------- | --------- | ------------------- | ---------------------------- | ---------------------- | ----------- |
| 1          | «Jochen»  | Oliver Hirschbiegel | Bernd Lange                  | 20 de setembre de 2019 | Peter Kurth |
| 2          | «Yilmaz»  | Oliver Hirschbiegel | Bernd Lange                  | 20 de setembre de 2019 | Deniz Arora |
| 3          | «Claudia» | Oliver Hirschbiegel | Sebastian Heeg & Bernd Lange | 20 de setembre de 2019 | Nina Hoss   |